# Mirjana Lučić-Baroni
Mirjana Lučić-Baroni (Dortmund, Alemanya Occidental, 9 de març de 1982) és una tennista professional croata.
Va tenir un debut al circuit professional fulgurant a finals de la dècada de 1990 que li va permetre trencar diverses marques de joventut. De fet, va guanyar el primer torneig individual que jugar al circuit WTA, que va disputar a Bol l'any 1997 quan només tenia 15 anys. També va guanyar el títol de Grand Slam en dobles femenins a l'Open d'Austràlia l'any 1998. Va reeditar el títol aconseguit a Bol l'any següent, esdevenint la tennista més jove en defensar un títol. Degut a diversos problemes físics, el seu potencial es va esvair i els seus resultats no van tenir continuïtat, passant gran part de la seva carrera al circuit ITF. Posteriorment va patir problemes personals que van provocar la seva semiretirada i va estar apartada del circuit durant uns anys. Va tornar al circuit, va obtenir un nou èxit al circuit WTA amb el títol de Quebec l'any 2014, establint una nova marca degut a la diferència d'anys entre dos títols individuals en l'Era Open, i va aconseguir el seu millor rànquing individual.

## Biografia
Fill d'Andelka i Marinko, té dues germanes i dos germans: Ana, Ivana, Miro i Ivan.
Es va casar amb Daniele Baroni el 15 de novembre de 2010, canviant el cognom per Lučić-Baroni.

## Torneigs de Grand Slam

### Dobles femenins: 1 (1−0)
| Resultat   | Núm. | Any  | Torneig          | Parella        | Oponents                          | Marcador      |
| ---------- | ---- | ---- | ---------------- | -------------- | --------------------------------- | ------------- |
| Guanyadora | 1.   | 1998 | Open d'Austràlia | Martina Hingis | Lindsay Davenport Natasha Zvereva | 6−4, 2−6, 6−3 |

### Dobles mixts: 1 (0−1)
| Resultat  | Núm. | Any  | Torneig   | Parella         | Oponents                   | Marcador |
| --------- | ---- | ---- | --------- | --------------- | -------------------------- | -------- |
| Finalista | 1.   | 1998 | Wimbledon | Mahesh Bhupathi | Serena Williams Max Mirnyi | 4−6, 4−6 |

## Palmarès

### Individual: 5 (3−2)
| Abans de 2009                | Després de 2009         |
| ---------------------------- | ----------------------- |
| Grand Slam (0−0)             |                         |
| WTA Tour Championships (0−0) |                         |
| Tier I (0−0)                 | Premier Mandatory (0−0) |
| Tier II (0−0)                | Premier 5 (0−0)         |
| Tier III (0−1)               | Premier (0−0)           |
| Tier IV i V (2−0)            | International (1−1)     |

| Títols per superfície |
| --------------------- |
| Dura (0−0)            |
| Gespa (0−0)           |
| Terra batuda (2−2)    |
| Moqueta (1−0)         |

| Resultat   | Núm. | Data                   | Torneig            | Superfície   | Oponent en la final | Marcador            |
| ---------- | ---- | ---------------------- | ------------------ | ------------ | ------------------- | ------------------- |
| Guanyadora | 1.   | 4 de maig de 1997      | Bol, Croàcia       | Terra batuda | Corina Morariu      | 7−5, 6−7(4), 7−6(5) |
| Finalista  | 1.   | 24 de maig de 1997     | Estrasburg, França | Terra batuda | Steffi Graf         | 2−6, 5−7            |
| Guanyadora | 2.   | 3 de maig de 1998      | Bol (2)            | Terra batuda | Corina Morariu      | 6−4, 6−2            |
| Guanyadora | 3.   | 14 de setembre de 2014 | Quebec, Canadà     | Moqueta (i)  | Venus Williams      | 6−4, 6−3            |
| Finalista  | 2.   | 21 de maig de 2016     | Estrasburg (2)     | Terra batuda | Caroline Garcia     | 4−6, 2−6            |

### Dobles femenins: 4 (3−1)
| Abans de 2009                | Després de 2009         |
| ---------------------------- | ----------------------- |
| Grand Slam (1−0)             |                         |
| WTA Tour Championships (0−0) |                         |
| Tier I (1−0)                 | Premier Mandatory (0−0) |
| Tier II (0−0)                | Premier 5 (0−0)         |
| Tier III (0−0)               | Premier (0−0)           |
| Tier IV i V (0−1)            | International (1−0)     |

| Títols per superfície |
| --------------------- |
| Dura (1−0)            |
| Gespa (0−0)           |
| Terra batuda (0−1)    |
| Moqueta (2−0)         |

| Resultat   | Núm. | Data                   | Torneig                     | Superfície   | Parella          | Oponents en la final              | Marcador      |
| ---------- | ---- | ---------------------- | --------------------------- | ------------ | ---------------- | --------------------------------- | ------------- |
| Guanyadora | 1.   | 1 de febrer de 1998    | Open d'Austràlia, Austràlia | Dura         | Martina Hingis   | Lindsay Davenport Nataixa Zvéreva | 6−4, 2−6, 6−3 |
| Guanyadora | 2.   | 8 de febrer de 1998    | Tòquio, Japó                | Moqueta (i)  | Martina Hingis   | Lindsay Davenport Nataixa Zvéreva | 7−5, 6−4      |
| Finalista  | 1.   | 3 de maig de 1998      | Bol, Croàcia                | Terra batuda | Joannette Kruger | Laura Montalvo Paola Suárez       | Renúncia      |
| Guanyadora | 3.   | 14 de setembre de 2014 | Quebec, Canadà              | Moqueta (i)  | Lucie Hradecká   | Julia Görges Andrea Hlaváčková    | 6−3, 7−6(8)   |

### Dobles mixts: 1 (1−0)
| Resultat  | Núm. | Data               | Torneig               | Superfície | Parella         | Oponents en la final       | Marcador |
| --------- | ---- | ------------------ | --------------------- | ---------- | --------------- | -------------------------- | -------- |
| Finalista | 1.   | 22 de juny de 1998 | Wimbledon, Regne Unit | Gespa      | Mahesh Bhupathi | Serena Williams Max Mirnyi | 4−6, 4−6 |

## Trajectòria

### Individual
| Open d'Austràlia | A    | 2R    | 1R    | 1R   | A   | A   | A   | A   | A   | A   | A   | A   | A   | A   | 3R   | Q2   | 1R   | 1R   | 1R    | 1R    | SF    | 2R  | A   | A | 0 / 10  | 7 − 10  |
| Roland Garros | A    | A     | 1R    | 1R   | 2R  | 2R  | Q2  | A   | A   | A   | A   | A   | A   | A   | 1R   | 1R   | 1R   | 1R   | 3R    | 2R    | 1R    | A   | A   |   | 0 / 11  | 6 − 11  |
| Wimbledon | A    | 2R    | SF    | 2R   | Q1  | A   | Q3  | A   | A   | A   | A   | A   | A   | 1R  | 1R   | 3R   | 2R   | 1R   | 2R    | 1R    | 1R    | A   | A   |   | 0 / 11  | 11 − 11 |
| US Open | 3R   | 3R    | 2R    | 1R   | Q2  | 1R  | Q1  | A   | A   | A   | A   | A   | A   | 2R  | 2R   | 1R   | 1R   | 4R   | 1R    | 2R    | 2R    | A   | A   |   | 0 / 13  | 12 − 13 |
| Total Victòries–Derrotes                                                                                                   | 12–3 | 15–11 | 11–13 | 2–12 | 2–3 | 1–6 | 0–2 | 0–0 | 0–0 | 0–0 | 1–1 | 0–0 | 0–1 | 5–6 | 8–14 | 7–12 | 8–11 | 12–8 | 16–26 | 14–18 | 20–16 | 2–3 | 0–0 |   | 136–166 | 136–166 |
| Rànquing a final d'any | 52   | 51    | 50    | 207  | 189 | 202 | 335 | –   | –   | –   | 454 | 423 | 288 | 105 | 116  | 108  | 104  | 61   | 67    | 81    | 32    | 343 | –   |   |         |         |
| Llegenda: G: Guanyadora; F: Finalista; SF: Semifinalista; QF: Quarts de final; Q: Qualificació; A: Absent; RR: Round Robin |      |       |       |      |     |     |     |     |     |     |     |     |     |     |      |      |      |      |       |       |       |     |     |   |         |         |

### Dobles
| Open d'Austràlia | G    | 1R  | 2R  | A   | A   | A   | A   | A   | A   | A   | A   | A   | A   | A   | A   | 3R    | 2R    | 1R  | 3R  | QF  | 1R   | A   | 1 / 9  | 14 − 8  |
| Roland Garros | A    | A   | A   | A   | A   | A   | A   | A   | A   | A   | A   | A   | A   | 2R  | A   | 3R    | 1R    | A   | 3R  | 2R  | A    | A   | 0 / 5  | 6 − 5   |
| Wimbledon | A    | A   | A   | A   | A   | A   | A   | A   | A   | A   | A   | A   | A   | A   | 2R  | QF    | 2R    | 1R  | 1R  | 2R  | A    | A   | 0 / 11 | 11 − 11 |
| US Open | 1R   | 1R  | A   | A   | A   | A   | A   | A   | A   | A   | A   | A   | A   | 1R  | 1R  | 3R    | 1R    | 1R  | 2R  | 1R  | A    | A   | 0 / 9  | 3 − 9   |
| Total Victòries–Derrotes                                                                                                   | 18–4 | 2–5 | 2–4 | 0–2 | 0–1 | 0–0 | 0–0 | 0–0 | 0–0 | 0–0 | 1–2 | 0–0 | 0–0 | 2–6 | 1–4 | 15–15 | 13–15 | 1–6 | 5–4 | 6–7 | 0–1  | 0–0 | 66–76  | 66–76   |
| Rànquing a final d'any | 20   | 198 | 255 | 431 | –   | –   | –   | –   | –   | –   | 568 | –   | –   | 248 | 224 | 37    | 76    | 457 | 116 | 81  | 1154 | –   |        |         |
| Llegenda: G: Guanyadora; F: Finalista; SF: Semifinalista; QF: Quarts de final; Q: Qualificació; A: Absent; RR: Round Robin |      |     |     |     |     |     |     |     |     |     |     |     |     |     |     |       |       |     |     |     |      |     |        |         |

## Guardons
- WTA Comeback Player of the Year (2014)